# Kolmårdens landskommun
Kolmårdens landskommun var en tidigare kommun i Östergötlands län.

## Administrativ historik
Den bildades som storkommun vid 1952 års kommunreform genom sammanläggning av de tidigare kommunerna Krokek och Kvarsebo. Den fick sitt namn efter det 1936 i Krokeks landskommun inrättade municipalsamhället Kolmården, som samtidigt upplöstes.
Kommunen ägde bestånd fram till år 1971, då den lades samman med Norrköpings kommun.
Kommunkoden var 0530.

### Kyrklig tillhörighet
I kyrkligt hänseende tillhörde kommunen Krokeks församling och Kvarsebo församling.

## Geografi
Kolmårdens landskommun omfattade den 1 januari 1952 en areal av 167,44 km², varav 162,55 km² land.

### Tätorter i kommunen 1960
I Kolmårdens landskommun fanns tätorten Krokek, som hade 1 093 invånare den 1 november 1960. Tätortsgraden i kommunen var då 40,5 procent.

## Politik

### Mandatfördelning i valen 1950–1966
|  | 19 | 3 | 5 | 2 |

| 27 |

|  | 18 | 3 | 5 | 3 |

| 25 | 5 |

| 18 | 4 | 3 | 5 |

| 25 | 5 |

| 19 | 4 | 3 | 4 |

| 22 | 8 |

| 15 | 2 | 4 | 3 |  | 5 |

| 23 | 7 |